# Maestrola
La maestrola es un instrumento musical originario de Argentina y similar al bandoneón. 
Se fabricaba la maestrola durante la Primera Guerra Mundial. Que se sepa, hoy en día se conserva un solo ejemplar.
- Datos: Q18224135